# 奧克菲爾德 (喬治亞州)
奧克菲爾德（英語：Oakfield）是位於美國喬治亞州沃思縣的一個非建制地區。該地的面積和人口皆未知。

## 地理
奧克菲爾德的座標為31°46′41″N 83°58′17″W / 31.77806°N 83.97139°W，而該地的平均海拔高度為82米（即269英尺）。